# 折毛事件
折毛事件（ジョーマオじけん）とは、中国語版ウィキペディアの編集者であった折毛（英語: Zhemao、中国語: 折毛、拼音: Zhémáo）が2010年から2022年にかけてロシア中世史を捏造し、200を超える記事としてウィキペディア上に投稿した事件である。折毛は機械翻訳を使用してロシア語の情報源を翻訳し、機械翻訳の精度の問題により意味の通らない箇所や矛盾する箇所を自身の想像で補った。最初の些細な嘘を守るために、別の嘘を書き込んでいったことで起きたこの事件は、ウィキペディアにおける最大の捏造事件とされる。
編集者の折毛は2010年より中国史をテーマとした分野での編集活動を行っていたが、2012年からはロシア史、特に中世のスラヴ諸国の政治史分野を中心に活動するようになった。折毛の投稿する内容は事実と捏造が巧妙に織り交ぜられており、その多くは自身の捏造記事を補強するために投稿されていた。自身をモスクワ大学で世界史の博士号を取得した研究者であると偽り、ソックパペットと呼ばれる自作自演行為によって信憑性があるように装った。こうしてウィキペディアのコミュニティを欺き、信用を得ることで10年以上に渡って虚偽の情報が盛り込まれた記事の投稿を続けた。
中国の小説家である伊凡（英語: Yifan）は、折毛が執筆したカシンの銀山に関する記事に興味を持ち、詳しく調査したところ、該当の記事に出典として付けられている参考文献が存在しないなどの不審な点を発見し、2022年6月にナレッジコミュニティの知乎に投稿したことで折毛による大規模な捏造が発覚した。折毛は同月に英語版ウィキペディア上で一連の行為についての謝罪文を投稿し、その動機についても説明した。折毛および関連するユーザーアカウントはウィキペディア上で投稿できないようブロックされ、折毛によって投稿・編集された記事は、他の編集者によって検証された後、捏造が明らかとなったものは削除された。

## 経緯

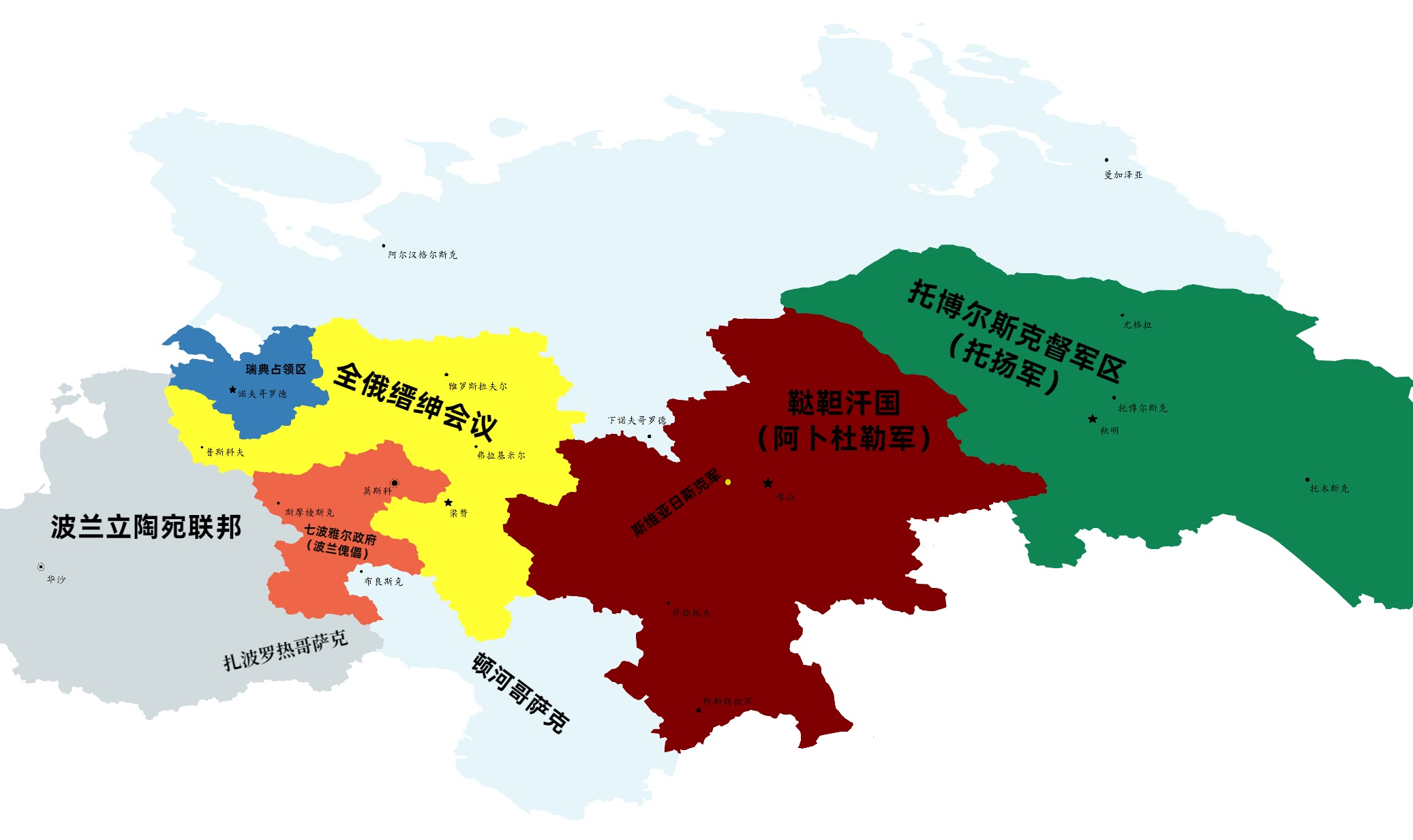
信憑性を高めるために折毛が自作したタタール蜂起に関する捏造地図。

中国語版ウィキペディアにおいて2010年から2022年にかけて、主に「折毛」という名で活動する編集者が、中世ロシア史を中心に200以上の架空の記事を作成した。記事は一見して明らかな創作であると分からないよう、実在する人物や出来事に言及されていたり、他言語の書籍から適切に引用しているように見せかけたり、信頼できる参考文献を基に文章を構成しているように見せかけたりされており、事実と虚構を織り交ぜつつ記事を作成していた。一例を挙げると、ロシアの歴史家セルゲイ・ソロヴィヨフの『古代からのロシア史』から頻繁に引用されていたが、この歴史家や書籍自体は実在するものの、折毛が引用として中国語訳したような内容は記載されていなかった。折毛の編集した記事の多くは、「カシン銀山」（Kashin silver mine）と呼ばれる空想上の銀鉱山を中心に展開される「トヴェリ大公」（princes of Tver）と「モスクワ公」（dukes of Moscow）の間に起きた想像上の政治的緊張を中心として構成されていた。折毛が捏造した記事のうち、もっとも長いものは、17世紀に発生した3回にわたるタタール人の蜂起とそれが引き起こしたロシアへの影響について詳述したもので、F・スコット・フィッツジェラルドの長編小説『グレート・ギャツビー』ほどの文章量が費やされ、自作した地図まで添えられていた。また、別の記事ではロシアの考古学チームが発掘したという古代の珍しい硬貨や食器などの詳細が画像付きで取り上げられていた。また、ソ連による中国人強制移送という記事は、折毛によって大幅に手が加えられた結果、非常に出来が良いとして「特集記事」に選定され、英語、アラビア語、ロシア語などの他言語版ウィキペディアに翻訳された。
折毛による捏造は2010年に清の政治家ヘシェンに手を加えたことから始まっていることが後の調査で判明している。その後ロシア史に目を向け、アレクサンドル1世の経歴に捏造の歴史を書き加え、さらには中世スラヴ諸国を中心とした物語の創作を始めた。こうした壮大な創作を行った動機について折毛は、最初に書き加えた捏造を誤魔化し、正当化するためのものだったと語っている。
折毛はコミュニティの信頼を得るために、自身のプロフィールにはモスクワ大学で世界史の博士号を取得し、ロシア人男性と結婚した中国外交官の娘であると記していた。その他にも平和主義者であることや、架空の夫が2022年ロシアのウクライナ侵攻に抗議したことを示す嘆願書なども公開されていた。折毛は2022年に別の編集者からバーンスターを贈呈されるなど、コミュニティからの信頼を得ているように見られていた。さらにはウィキペディア上では禁止行為とされている、少なくとも4つの自作自演アカウントを用いて、アストロターフィングを行っていたことが後の調査で判明している。例えばそのうちの一つのアカウントは、ロシアに留学した経験を持つ北京大学の学生であることを装っており、実際に折毛と会った事があるということを表明していた。こうした自作自演アカウントからも捏造された記事の投稿は行われていた。

## 発覚
中国の小説家である伊凡は、自身の小説のテーマを探索している最中に発見した中国語版ウィキペディアの記事「カシン銀山」を読み、そこに詳細に書かれた土壌の地質学的組成や鉱山の構造、精錬プロセスなどに興味を惹かれ、詳しく調査を始めた。調べていくうちに、中国語版ウィキペディアに掲載されている記事がロシア語版ウィキペディアや英語版ウィキペディアではまったく言及されていないか、はるかに短い量であることや、中世の採掘法に関する出典に21世紀の自動採掘に関する論文が付けられていることなどが判明した。さらに伊凡は、ロシア語を解する知人に折毛が付けていたロシア語文献の事実確認を依頼したところ、引用したページや版が存在しないことも判明した。こうした結果を受け、伊凡は2022年6月にナレッジコミュニティの知乎に「英語版、ロシア語版ウィキペディアには存在しない人物が中国語版ウィキペディアに登場しており、これらの人物が実在する歴史上の人物と交じり合って本物と偽物の区別がつかない状況になっている。モスクワ公とトヴェリ大公の長期に渡る戦争すら、実在しないカシン銀山を巡って争っていることになっている。」と、一連の調査結果を投稿した。
折毛は同月、英語版ウィキペディア上のアカウントを使用して謝罪文を投稿し、自身はロシア語も英語も解さない高卒の専業主婦であることを明かした。他言語を理解できなかった折毛は機械翻訳を使用して文章を繋ぎ合わせ、不都合な箇所は自身の想像で補って投稿していたことを告白し、その辻褄を合わせるために嘘がどんどん膨れ上がって制御が効かなくなってしまったと動機と経緯について説明した。自作自演アカウントについては身近な友人も無く、夫も留守がちだったことから、「空想上の友達」として作ってしまったことを吐露している。

## 影響
折毛によって作成された項目や編集された項目は、専門家を含む有志の編集者によって検証が進められ、そのほとんどは2022年6月中に削除された。折毛および自作自演に使用された関連アカウントは投稿ブロックされた。有志の編集者による検証作業は1ヶ月にも及んだ。
折毛事件はウィキペディア上で発生した最大の捏造事件とされており、インタビューに応じた中国人編集者のジョン・イップは「折毛はウィキペディアを弱体化させる新しい方法を独力で発明した」と述べている。Engadgetブログは今回の騒動について2007年に発生したEssjay騒動を引き合いに出し、専門家を装ったウィキペディア編集者が複数回騒動を起こしている点について指摘している。いくつかのメディアでは捏造騒動を起こしたアルゼンチンの作家ホルヘ・ルイス・ボルヘスになぞらえ、「中国のボルヘス」と呼称している。
この事件はウィキペディアの信頼を脅かしたとして非難の声が上がる一方で、長年に渡って膨大な架空の歴史を書き上げた折毛の才能と執着心を賞賛し、小説を出版すべきなどの声も上がった。ロシアの文芸評論家セルゲイ・ヴェレスコフは、折毛の想像力に感嘆の声を上げ、フィリップ・K・ディックの歴史改変SF『高い城の男』を例に挙げたうえで、今後も創作活動を継続して欲しいという声明を発信した。